# 府兵制
府兵制（ふへいせい）は、中国において南北朝時代の西魏から唐代まで行われた兵制。

## 府兵制の展開

### 前期府兵制
府兵制以前に行われていたのが兵戸制である。これは特定の家に対して永代の兵役義務を負わせるもので、その元は魏の曹操が黄巾党の残党30万を配下に入れた青州兵である。その後、兵戸制は南朝・北朝に受け継がれ、南朝では文治重視をして武を軽視する考え方から兵戸の没落を招き、宋代に崩壊していた。しかし北方では諸民族・諸勢力が交錯し軍事的需要が常に高かったため、尚武的な気風が継続され、兵戸の地位は概して高く比較的長い間保持されていた。北魏での兵戸は鎮と呼ばれ、特に首都・平城を北の柔然から守る六鎮の地位は高く、領土の統治権も持っていた。しかしその北魏でも孝文帝の漢化政策により、文治の思想が広まり、兵戸の地位は次第に下がり、更にそれまで領土の統治権も中央からの郡県に奪われ、その生活は郡県からの援助を以て成り立つようになった。特に首都が平城から洛陽に遷ったことで六鎮の地位は暴落し、これに不満を持った鎮の構成員たちは六鎮の乱を起こす。
北魏分裂後、西魏の宇文泰の元には3万ほどの兵しか集まらず、東魏との間には歴然とした兵力差があった。西魏は東魏と対峙して当初は善戦するものの534年（大統九年）の邙山の戦いにて大敗して宇文泰は根拠地の関中に逃げ帰る。この時に当地の名望ある豪族を「郷帥」に任じて、その下に「郷兵」を結集したのが起源である。550年頃までにこうした郷兵部隊が「二十四軍」に編成され、郷兵たちは一般戸籍から軍府（儀同府）の特別な戸籍へと移動した。

### 後期府兵制
西魏から禅譲を受けた北周、更に北周から禅譲を受けた隋文帝（楊堅）の時に制度を大きく改定した。
まず二十四軍と禁軍（近衛軍）を統合し、十二衛を立てて首都の防衛に当たらせた。一方で陳との前線を中心に総管府を起き、その下に2つの軍府（驃騎将軍府と車騎将軍府）を置いた。軍府に所属する軍戸がその兵力となったと思われる。陳を征服した後の590年に軍戸籍を廃止して兵士たちも州県の一般戸籍に編入させた。さらに中央集権のために地方の軍府を削減し、都長安がある関中に軍府を増設した。煬帝が立つと軍府を統括する総管府を廃止、軍府の名前を鷹揚府（ようよう）と改めた。また煬帝の時から府兵が辺境防衛にも当てられるようになっており、唐代府兵制の原型は煬帝の時に完成したと言える。
隋末唐初には府兵制は一旦崩壊するが、636年に各地に折衝府が設置されて府兵制が再び実施された。
府兵の軍役の内容は、
- 京師の番上（衛士）
- 国境警備に3年（防人）
- 州県への番上
- 農閑期の訓練

がある。
京師には十二衛府六率府があり、ここに務める府兵を衛士といった。十二衛（左右衛・左右驍衛・左右威衛・左右両軍衛）には各4-50の折衝府を管理し、皇帝の儀仗や宿衛、皇族や各官庁の警護にあたった。六率府（左右衛率府・左右司禦率府・左右清道率府）には各3-6の折衝府を管理し、皇太子の宿衛儀仗にあたった。京師から500里以内にある折衝府の府兵は5ヶ月に1回、京師に1ヶ月番上する（500里以上なら7ヶ月、1000里以上なら8ヶ月、2000里以上なら1年半に1回で、2000里以上の場合は番上の期間が2ヶ月になった）。
辺境には鎮や戍という防衛組織があり、ここに務める府兵を防人といった。その生涯のうちに一度、3年間を防人として努めなければならなかった。また京師の番上や国境警備に出ていない場合に州県へと番上して警備や様々な色役を行った。またそれ以外の時に年三度の訓練を行った。
なお衛士・防人共に武器・防具及び駐在中の食料などは全て府兵自身の負担であった。
折衝府は全国に約600が存在しており、そのうちの400程が長安・洛陽周辺に集中していた。所属する兵員によって上中下があり、元は上が1000・中が800・下が600であったが、後の武則天の時に増員されて上が1200・中が1000・下が800となっている。600×1000＝60万が唐の常備兵力ということになる。
60万の内、10万が京師番上・10万が国境警備に使われており、遠征等に動かせる兵力は40万以下であった。国外遠征などにより兵が必要な場合は臨時の徴兵が行われる。これは兵募と呼ばれるが強制的なもので、折衝府がある無しに関係なく行われた。ただし府兵が全て自弁であったのに対して、兵募の諸物資は官給であった。

### 府兵制の解体
折衝府が集中している長安・洛陽周辺は人口に対して田地が少ない狭郷であった。通常、狭郷の住民は他地域への移住が認められていたのだが、折衝府がある土地の住人は兵役拒否を恐れて移住が認められていなかった。また京師から2000里(≒840-880Km)以上離れた折衝府の民であっても1年半に2ヶ月の衛士番上が義務付けられており、この負担は非常に重いものがあった。また、華北地域では秋耕の定着による2年3作方式が確立され、農作業の通年化・集約化及びそれらを基盤とした生産力の増大が進展し、事実上の土地私有化が行われるとともに色役の代銭化が行われる一方で、代替が効かずその期間中の農作業を制約される府兵・防人に対する経済的な負担感が増大していった（一連の農業における変化は租庸調制の崩壊と両税法の導入の一因にもなる）。
このような重い負担により723年頃には衛士に番上するものはほとんどいなくなったという。この不足を補うために行われたのが彍騎という制度で、長安周辺の京兆府の九等戸・八等戸の民から年二回1ヶ月の番上をさせるというものであったが、農民側の激しい拒否にあって20年足らずで頓挫した。これら衛士・彍騎に代わって京師防衛を担うようになったのが北衙禁軍である。北衙というのは長安城の北玄武門に駐屯していたことに由来し、これに対して十二衛府六率府は南にあったので南衙禁軍と呼ばれる。北衙禁軍は高祖（李淵）の時の親衛軍を源流とし、その後の太宗の時に二等戸以上の戸から選抜した者を飛騎、更にその中から選抜したものを百騎とした。その後、百騎は千騎・万騎と拡充していき、衰退した南衙禁軍に代わって京師防衛の任務を担った。
地方の治安についても団練兵・団結兵と呼ばれる兵種が新たに現れる。元は武騎団といったこの兵種は州ごとに徴兵されて、州の長官である刺史がその指揮権を握った。団練兵・団結兵はもっぱらその地方の治安を担うものであり、京師への番上・辺境出征は無い。また府兵と違って食料は支給された。
辺境防衛について、臨時の徴兵によって構成される軍を行軍と言うが、太宗・高宗期の領土の拡大に伴って数十万の大規模な行軍が城外に常駐するようになり、これら唐の自治州および異民族の羈縻州は都督府の管轄下に置かれる。その数が増えるとともに都督府の上に更にそれらを管轄する都護府が置かれるようになる。唐の羈縻支配の破綻と共に新たな防衛制度が必要となり、軍・城・守捉・鎮（上に挙げた鎮戍の鎮とは別）などの組織を辺境地域を中心として置いた。これらを総称して軍鎮と呼び、初めは都護の管理下にあったが、後に数カ所の軍鎮を統率する節度使が登場することになる。
これら軍鎮に配される兵士は府兵ではなく、先述の兵募および健児と呼ばれる新しい兵種が努めた。兵募が州県からの徴兵であったのに対して、健児は中央で募集されたもので任期を六年間とする。更に737年に辺境の軍鎮に長期にわたって駐屯する長征健児制が出来る。これらの兵士には国から衣食住が支給され、家族と共に住む場合には田宅も支給された。また従来の鎮戍にも府兵ではなく兵募が務めるようになった。これを丁防・防丁と呼ぶ。
このような変化により、有名無実の存在となった折衝府は749年に廃止され、府兵制は消滅した。